# Alanin-Aminopeptidase
Alanin-Aminopeptidase (synonym CD13, Aminopeptidase N) ist ein Oberflächenprotein.

## Eigenschaften
Die Alanin-Aminopeptidase ist eine Aminopeptidase mit breiter Substratspezifität. Sie ist an der Hydrolyse von Proteinen während der Verdauung beteiligt. Möglicherweise ist sie an der Entstehung von Gallensteinen beteiligt. In Neuronen ist sie am Abbau von Neurotransmittern beteiligt. Die Alanin-Aminopeptidase hydrolysiert MHCII-gebundene Antigene und ist ein Marker für die Invasivität bei akuter myeloischer Leukämie. Sie wird zur Behandlung von Tumoren untersucht. Weiterhin ist sie der zelluläre Rezeptor für den Zelleintritt des spike glycoprotein des Coronavirus HCoV-229E und beteiligt am Zelleintritt des Zytomegalievirus hCMV. Sie wird von vielen Zelltypen gebildet, z. B. Epithelzellen der Niere, des Darms, des Atmungstrakts, Granulozyten, Monozyten, Fibroblasten, Endothelzellen, Perizyten an der Blut-Hirn-Schranke und an der synaptischen Membran von Neuronen. Bei einer Angiogenese von verschiedenen Tumorzellen wird sie verstärkt gebildet. Die Alanin-Aminopeptidase ist glykosyliert und sulfatiert und bindet Zinkionen. Als Aminopeptidase hydrolysiert sie Peptide mit neutraler Aminosäure am N-Terminus, z. B. Alanin. Sie besitzt N-terminal den zytoplasmatischen Teil, eine Transmembrandomäne und extrazellulär eine Metalloprotease vom Typ II.